# Вайле-О
Ва́йле-О (в нижнем течении около Вайле — Сённеро; дат. Vejle Å, Sønderå) — река в Дании, течёт по территории коммуны Вайле в регионе Южная Дания на востоке средней части Ютландии. Впадает в Вайле-фьорд Малого Бельта.
Длина реки составляет примерно 32 км.
Вайле-О вытекает из юго-западной оконечности озера Энгельсхольм-Сё на высоте 55 м над уровнем моря около Нёрупа. От истока течёт на юго-запад, поворачивая около Раннбёля на юго-восток, после слияния с основным притоком Эгтвед-О в основном течёт на северо-восток, склоняясь к востоку в нижнем течении. Устье реки находится на территории города Вайле в вершине Вайле-фьорда.